# فرانتس هلدنشتاین
فرانتس هلدنشتاین (آلمانی: Frantz Heldenstein; ۱۵ مهٔ ۱۸۹۲ – ۲۷ مارس ۱۹۷۵) مجسمه‌ساز اهل لوکزامبورگ بود.
از افتخارات وی میتوان به کسب مدال نقره مجسمه‌سازی در بخش مسابقات هنری بازی‌های المپیک تابستانی ۱۹۲۴ اشاره کرد.